# Klaus Kinkel
Klaus Kinkel (ur. 17 grudnia 1936 w Metzingen, zm. 4 marca 2019 w Rostocku) – niemiecki polityk i prawnik, szef służby wywiadowczej Bundesnachrichtendienst (1979–1982), minister sprawiedliwości (1991–1992), minister spraw zagranicznych (1992–1998), wicekanclerz Niemiec (1993–1998), przewodniczący Wolnej Partii Demokratycznej (1993–1995), poseł do Bundestagu (1994–2002).

## Życiorys
Kształcił się w zakresie prawa na uniwersytetach w Tybindze, Bonn i Kolonii. Zdał państwowe egzaminy prawnicze I oraz II stopnia, doktoryzował się w 1963. Początkowo pracował w administracji Badenii-Wirtembergii, zaś w 1968 dołączył do federalnego ministerstwa spraw wewnętrznych. W latach 1970–1974 był osobistym asystentem Hansa-Dietricha Genschera. W 1974 przeszedł do ministerstwa spraw zagranicznych (Auswärtiges Amt), gdzie zajmował się zarządzaniem personelem. W latach 1979–1983 był dyrektorem Bundesnachrichtendienst, federalnej służby wywiadowczej RFN. W 1982 objął stanowisko sekretarza stanu w federalnym ministerstwie sprawiedliwości, które zajmował do 1991.
W 1991 wstąpił do Wolnej Partii Demokratycznej. 18 stycznia 1991 został członkiem rządu Helmuta Kohla, obejmując stanowisko ministra sprawiedliwości. W kwietniu 1992 deputowani FDP odrzucili zaproponowaną przez liderów partii kandydaturę Irmgard Schwaetzer na ministra spraw zagranicznych w miejsce ustępującego Hansa-Dietricha Genschera, nominując na to stanowisko Klausa Kinkela. Urzędowanie rozpoczął 18 maja 1992, pełniąc tę funkcję do 27 października 1998, kiedy to koalicja chadeków i liberałów przeszła do opozycji. Od 21 stycznia 1993 był jednocześnie wicekanclerzem w czwartym i piątym gabinecie Helmuta Kohla. W trakcie kierowania niemieckim MSZ był m.in. pomysłodawcą utworzenia Międzynarodowego Trybunału Karnego dla byłej Jugosławii.
Od czerwca 1993 do czerwca 1995 był jednocześnie przewodniczącym federalnych struktur swojego ugrupowania. W latach 1994–2002 przez dwie kadencje wykonywał mandat deputowanego do Bundestagu. Po odejściu z bieżącej polityki podjął praktykę adwokacką.
Obejmował też różne funkcje społeczne, m.in. w 2016 stanął na czele komisji etyki w ramach Deutscher Fußball-Bund.

## Odznaczenia
- Order Wolności (Kosowo, 2004)[6]